# Leptopsammia chevalieri
Leptopsammia chevalieri is een rifkoralensoort uit de familie van de Dendrophylliidae. De wetenschappelijke naam van de soort is voor het eerst geldig gepubliceerd in 1980 door Zibrowius.